# كدكول
كدكول هي قرية تقع على الضفة الشرقية من نهر النيل، يحدها جنوباً قرية المقاودة وشرقًا حوض لتى الزراعي وشمالًا قرية عرب حاج. فيها مشروع زراعي ومدرستين ابتدائيتين. ولا يوجد فيها مدرسة ثانوية. يقدر عدد سكانها بـ 4200 نسمة مقيمون بنسبة أكثر من 80% في الخرطوم ودول الخليج العربي. من أكبر الأسر في المنطقة ال خليفه والنوبي والقرقيلاب.